# Schistidium flaccidum
Schistidium flaccidum là một loài Rêu trong họ Grimmiaceae. Loài này được (De Not.) Ochyra mô tả khoa học đầu tiên năm 1989.